# Studio Ciné Live
 (novembre 2013).
Si vous disposez d'ouvrages ou d'articles de référence ou si vous connaissez des sites web de qualité traitant du thème abordé ici, merci de compléter l'article en donnant les références utiles à sa vérifiabilité et en les liant à la section « Notes et références ».
 (mars 2019).
Studio Ciné Live était un magazine de cinéma mensuel, né de la fusion des magazines Studio et Ciné Live en février 2009. Composé de 156 pages, il existait en format classique et en version poche.  
Le titre est racheté à SFR Presse par Première et s'arrête avec le numéro de décembre-janvier 2018.

## Histoire
Le 28 février 2009, le premier numéro de Studio Ciné Live issu de la fusion des deux titres Ciné Live et Studio est lancé. Il est racheté en janvier 2015, en même temps que d'autres titres, au groupe Express-Roularta par Mag&NewsCo (Patrick Drahi et Marc Laufer).

## Éditorial
Ciblant une tranche plus mature (Ciné Live pour les 12-25 ans, contre Studio pour les 18-40 ans), le public des 18-35 ans, Studio-Ciné Live devrait privilégier l’enquête et de nombreux chroniqueurs viendront collaborer avec les rédacteurs du magazine.

## Rédaction
[Quand ?]
- Directeur de rédaction : Éric Libiot
- Rédacteur en chef : Fabrice Leclerc
- Directeur artistique : Michael Cambour
- Chefs de rubrique : Christophe Chadefaud, Emmanuel Cirodde

### Chroniqueurs
- Éric Libiot (rédacteur en chef de L'Express Culture)
- Xavier Leherpeur
- Thierry Chèze

## Liste des numéros
1. février 2009 : En couverture, Brad Pitt pour L'Étrange Histoire de Benjamin Button de David Fincher | Film du mois : L'Étrange Histoire de Benjamin Button (*****)
2. mars 2009 : En couverture, Sean Penn pour Harvey Milk de Gus Van Sant | Film du mois : Harvey Milk (****)
3. avril 2009 : En couverture, Jean Dujardin pour OSS 117 : Rio ne répond plus de Michel Hazanavicius | Film du mois : OSS 117 : Rio ne répond plus (****)
4. mai 2009 : En couverture, Hugh Jackman pour X-Men Origins: Wolverine (**) de Gavin Hood | Film du mois : Good Morning England (****) de Richard Curtis
5. juin 2009 : En couverture, Penélope Cruz pour Étreintes brisées (****) de Pedro Almodóvar et pour un numéro spécial Festival de Cannes 2009 | Film du mois : Looking for Eric (****) de Ken Loach
6. juillet/août 2009 : En couverture, SOIT Johnny Depp pour Public Enemies de Michael Mann, SOIT Daniel Radcliffe pour Harry Potter et le Prince de sang-mêlé (**) de David Yates | Film du mois : Public Enemies (*****)
7. septembre 2009 : En couverture, Angelina Jolie pour un numéro spécial Hollywood | Film du mois : Un prophète (*****) de Jacques Audiard
8. octobre 2009 : En couverture, Guillaume Canet pour L'Affaire Farewell (***) de Christian Carion | Film du mois : Mary et Max (****) de Adam Elliot
9. novembre 2009 : En couverture, Dany Boon pour Micmacs à tire-larigot (**) de Jean-Pierre Jeunet et pour un numéro spécial Cinéma français | Film du mois : Le Concert (****) de Radu Mihaileanu
10. décembre 2009 : En couverture, Marion Cotillard pour Le Dernier Vol (**) de Karim Dridi | Film du mois : Vincere (****) de Marco Bellocchio
11. janvier 2010 : En couverture, Sam Worthington pour Avatar (*****) de James Cameron | Film du mois : Max et les Maximonstres (****) de Spike Jonze
12. février 2010 : En couverture, Jude Law pour Sherlock Holmes de Guy Ritchie | Film du mois : Sherlock Holmes (****)
13. mars 2010 : En couverture, Leonardo DiCaprio pour Shutter Island (****) de Martin Scorsese | Film du mois : The Ghost Writer (****) de Roman Polanski
14. avril 2010 : En couverture, Johnny Depp pour Alice au pays des merveilles (****) de Tim Burton | Film du mois : Tête de turc (****) de Pascal Elbé
15. mai 2010 : En couverture, Luc Besson pour Les Aventures extraordinaires d'Adèle Blanc-Sec (***) de Luc Besson, et pour un numéro dont il sera le rédacteur en chef | Film du mois : Green Zone (****) de Paul Greengrass
16. juin 2010 : En couverture, Russell Crowe pour Robin des Bois (****) de Ridley Scott et pour un numéro spécial Festival de Cannes 2010 | Film du mois : L'Illusionniste (****) de Sylvain Chomet
17. juillet 2010 : En couverture, SOIT Leonardo DiCaprio et Marion Cotillard pour Inception (*****) de Christopher Nolan, SOIT Robert Pattinson et Kristen Stewart pour Twilight, chapitre III : Hésitation (**) de David Slade, tout cela pour un numéro spécial « Couples de l'été » | Film du mois : Tournée (****) de Mathieu Amalric
18. août/septembre 2010 : En couverture, Angelina Jolie pour Salt (**) de Phillip Noyce | Film du mois : Des hommes et des dieux (*****) de Xavier Beauvois
19. octobre 2010 : En couverture, Robert Downey Jr. pour un numéro spécial Hollywood | Film du mois : Kaboom (****) de Gregg Araki
20. novembre 2010 : En couverture, Guillaume Canet, François Cluzet, Gilles Lellouche, Benoît Magimel, Laurent Lafitte et Jean Dujardin pour Les Petits Mouchoirs de Guillaume Canet | Film du mois : Les Petits Mouchoirs (****)
21. décembre 2010 : En couverture, Daniel Radcliffe pour Harry Potter et les Reliques de la Mort, 1re Partie (***) de David Yates | Film du mois : Machete (****) de Robert Rodriguez
22. janvier 2011 : En couverture, Jamie Bell (numérisé en Tintin) pour Les Aventures de Tintin : Le Secret de La Licorne (****) | Film du mois : Armadillo (****) de Janus Metz
23. février 2011 : En couverture, Clint Eastwood et Matt Damon pour Au-delà (***) de Clint Eastwood | Film du mois : Le Discours d'un roi (****) de Tom Hooper
24. mars 2011 : En couverture, Johnny Depp et Penélope Cruz pour Pirates des Caraïbes : La Fontaine de Jouvence (**) de Rob Marshall | Film du mois : True Grit (****) de Joel et Ethan Coen
25. avril 2011 : En couverture, Catherine Deneuve pour Les Yeux de sa mère de Thierry Klifa | Film du mois : Les Yeux de sa mère (****)
26. mai 2011 : En couverture, Vincent Cassel pour Le Moine (*) de Dominik Moll | Film du mois : Tomboy (****) de Céline Sciamma
27. juin 2011 : En couverture, Brad Pitt pour The Tree of Life (***) de Terrence Malick et pour un numéro spécial Festival de Cannes 2011 | Film du mois : Le Gamin au vélo (****) de Jean-Pierre Luc Dardenne
28. juillet 2011 : En couverture, Johnny Depp pour un numéro spécial Hollywood | Film du mois : Pater (****) de Alain Cavalier
29. août/septembre 2011 : En couverture, SOIT Joel Courtney pour Super 8 de J. J. Abrams, SOIT Daniel Craig pour Cowboys et Envahisseurs (***) de Jon Favreau | Film du mois : Super 8 (****)
30. octobre 2011 : En couverture, Jamie Bell (numérisé en Tintin) et Andy Serkis (en capitaine Haddock) pour Les Aventures de Tintin : Le Secret de La Licorne (****) | Film du mois : Drive (****) de Nicolas Winding Refn
31. novembre 2011 : En couverture, Jude Law pour Contagion (****) de Steven Soderbergh | Films du mois ex æquo : Polisse (****) de Maïwenn et Intouchables (****) de Olivier Nakache et Éric Toledano
32. décembre 2011 : En couverture, Ian McKellen pour Le Hobbit : Un voyage inattendu (***) de Peter Jackson | Film du mois : Les Neiges du Kilimandjaro (****) de Robert Guédiguian
33. janvier 2012 : En couverture, Leonardo DiCaprio pour J. Edgar (***) de Clint Eastwood | Film du mois : Le Havre (****) de Aki Kaurismäki
34. février 2012 : En couverture, Robert Downey Jr. pour Sherlock Holmes 2 : Jeu d'ombres (***) de Guy Ritchie | Film du mois : Another Happy Day (***) de Sam Levinson
35. mars 2012 : En couverture, Steven Spielberg pour Cheval de guerre (*****/*) de Steven Spielberg et pour un numéro consacré à son œuvre | Film du mois : Bullhead (****) de Michaël R.Roskam
36. avril 2012 : En couverture, Christian Bale pour The Dark Knight Rises (****) de Christopher Nolan | Film du mois : Les Adieux à la reine (****) de Benoît Jacquot
37. mai 2012 : En couverture, Johnny Depp pour Dark Shadows (**) de Tim Burton | Film du mois : I Wish (****) de Hirokazu Kore-eda
38. juin 2012 : En couverture, Marion Cotillard pour De rouille et d'os de Jacques Audiard, et pour un numéro spécial Festival de Cannes 2012 | Film du mois : De rouille et d'os (*****)
39. juillet 2012 : En couverture, Andrew Garfield pour The Amazing Spider-Man (***) de Marc Webb et pour un numéro spécial Hollywood/ Film du mois : Holy Motors (****) de Leos Carax
40. août/septembre 2012 : En couverture, Christian Bale et Anne Hathaway pour The Dark Knight Rises (****) de Christopher Nolan / Film du mois : Les Enfants loups, Ame et Yuki (****) de Mamoru Hosoda
41. octobre 2012 : En couverture, Daniel Craig pour Skyfall (*****) de Sam Mendes et Jeremy Renner pour Jason Bourne : L'Héritage (***) de Tony Gilroy / Film du mois : Vous n'avez encore rien vu (****) de Alain Resnais
42. novembre 2012 : En couverture, Ben Affleck pour Argo (****) de Ben Affleck / Film du mois : Amour (****) de Michael Haneke
43. décembre 2012 : En couverture, Martin Freeman et Andy Serkis (numérisé en Gollum) pour Le Hobbit : Un voyage inattendu (***) de Peter Jackson / Film du mois : Les Mondes de Ralph (****) de Rich Moore
44. janvier 2013 : En couverture, SOIT Jamie Foxx, Christoph Waltz et Leonardo DiCaprio pour Django Unchained (****) de Quentin Tarantino, SOIT Daniel Day-Lewis pour Lincoln (***) de Steven Spielberg | Film du mois : Happiness Therapy (***) de David O. Russell
45. (saut d'un numéro)
46. février 2013 : En couverture, Ryan Gosling pour Gangster Squad (***) de Ruben Fleischer | Film du mois : Wadjda (***) de Haifaa al-Mansour
47. mars 2013 : En couverture, Bradley Cooper pour The Place Beyond the Pines (***) de Derek Cianfrance | Film du mois : 40 ans : Mode d'emploi (****) de Judd Apatow
48. avril 2013 : En couverture, Jude Law pour Effets secondaires (***) de Steven Soderbergh | Film du mois : Le Temps de l'aventure (****) de Jérôme Bonnell
49. mai 2013 : En couverture, SOIT Leonardo DiCaprio SOIT Tobey Maguire pour Gatsby le Magnifique (****) de Baz Luhrmann, et pour un numéro spécial Festival de Cannes 2013 | Film du mois : Le Passé (****) d'Asghar Farhadi
50. juin 2013 : En couverture, Henry Cavill pour Man of Steel de Zack Snyder (**), et pour un numéro spécial Hollywood | Film du mois : L'Inconnu du lac (****) d'Alain Guiraudie
51. juillet/août 2013 : En couverture, SOIT Hugh Jackman pour Wolverine : Le Combat de l'immortel (non chroniqué) de James Mangold, SOIT Johnny Depp pour Lone Ranger : Naissance d'un héros (****/*) de Gore Verbinski | Film du mois : Grand Central (****) de Rebecca Zlotowski
52. septembre 2013 : En couverture, Michael Douglas pour Ma vie avec Liberace (****) de Steven Soderbergh | Film du mois : Elle s'en va (****) d'Emmanuelle Bercot
53. octobre 2013 : En couverture, Sandra Bullock et George Clooney pour Gravity (*****) d'Alfonso Cuaron | Film du mois : La Vie d'Adèle : Chapitres 1 et 2 (*****) d'Abdellatif Kechiche
54. novembre 2013 : En couverture, Tom Hanks pour Capitaine Phillips (***) de Paul Greengrass | Film du mois : Les Garçons et Guillaume, à table ! (****) de Guillaume Gallienne
55. décembre 2013 / janvier 2014 : En couverture, Romain Duris pour Casse-tête chinois (***) de Cédric Klapisch | Film du mois : Tel père, tel fils (****) de Hirokazu Kore-eda
56. février 2014 : En couverture, Anthony Daniels en C-3PO pour Star Wars, épisode VII : Le Réveil de la Force de J. J. Abrams | Film du mois : Only Lovers Left Alive (***) de Jim Jarmusch
57. mars 2014 : En couverture, Scarlett Johansson pour Her de Spike Jonze et Captain America : Le Soldat de l'hiver (****) d'Anthony et Joe Russo | Film du mois : Her (****) de Spike Jonze
58. avril 2014 : En couverture, Andrew Garfield et Emma Stone pour The Amazing Spider-Man : Le Destin d'un héros (***) de Marc Webb, et pour un numéro spécial célébrant les 5 ans du magazine. | Film du mois : Tom à la ferme (****) de Xavier Dolan
59. mai 2014 : En couverture, SOIT Angelina Jolie pour Maléfique (**) de Robert Stromberg, SOIT Marion Cotillard pour Deux jours, une nuit des Frères Dardenne et pour un numéro spécial Festival de Cannes 2014 | Film du mois : Deux jours, une nuit (*****)
60. juin 2014 : En couverture, Brad Pitt pour un numéro spécial Hollywood | Film du mois : Le Conte de la princesse Kaguya (****) de Isao Takahata
61. juillet/août 2014 : En couverture, SOIT Kristen Stewart pour Sils Maria (****) de Olivier Assayas, SOIT Channing Tatum pour 22 Jump Street (***) de Phil Lord et Chris Miller| Film du mois : The Raid 2 (****) de Gareth Evans
62. septembre 2014 : En couverture, SOIT James Cameron pour un documentaire sur son Deepsea Challenger (***) par John Bruno, Andrew Wight et Ray Quint, ainsi que les suites annoncées d'Avatar, SOIT Gaspard Ulliel pour Saint Laurent de Bertrand Bonello | Film du mois : Saint Laurent (film)|Saint Laurent (****)
63. octobre 2014 : En couverture, Charlotte Gainsbourg et Omar Sy pour Samba (***) d'Olivier Nakache et Éric Toledano | Film du mois : Mommy (****) de Xavier Dolan
64. novembre 2014 : En couverture, Matthew McConaughey pour Interstellar (****) de Christopher Nolan | Film du mois : 71 (****) de Yann Demange
65. décembre 2014/janvier 2015 : En couverture, SOIT Jean Dujardin pour La French (***) de Cédric Jimenez, SOIT Martin Freeman pour Le Hobbit : La Bataille des Cinq Armées (***) | Film du mois : ex æquo Timbuktu (****) d'Abderrahmane Sissako et Whiplash (****) de Damien Chazelle
66. février 2015 : En couverture, Clint Eastwood pour American Sniper | Film du mois : American Sniper (****)
67. mars 2015 : En couverture, Shaun le mouton pour le film du même nom (****) de Mark Burton et Richard Starzack | Film du mois : À trois on y va (****) de Jérôme Bonnell
68. avril 2015 : En couverture, Ryan Gosling pour Lost River (****/*) | Film du mois : Taxi Téhéran (****) de Jafar Panahi
69. mai 2015 : En couverture, Tom Hardy et Charlize Theron pour Mad Max: Fury Road de George Miller, et pour un numéro spécial Festival de Cannes 2015
70. juin 2015 : En couverture, Daniel Craig pour 007 Spectre de Sam Mendes | Film du mois : Vice Versa (****) de Pete Docter
71. juillet/août 2015 : En couverture, Mark Wahlberg pour Ted 2 de Seth MacFarlane | Film du mois : ?
72. septembre 2015 : En couverture, Robert Pattinson pour Life de Anton Corbijn | Film du mois : ?
73. octobre 2015 : En couverture, Vincent Cassel | Film du mois : ?
74. novembre 2015 : En couverture, Johnny Depp pour Strictly Criminal | Film du mois : ?
75. décembre 2015 : En couverture, Kylo Ren ou les résistants pour Star Wars 7 | Film du mois : ?
76. janvier-février 2016 : En couverture Gérard Depardieu | Film du mois : ?
77. mars 2016 : Midnight Special de Jeff Nichols | Film du mois : ?

## Anecdotes
- Johnny Depp est l'acteur étant apparu le plus de fois en couverture du magazine, totalisant 7 apparitions. Leonardo DiCaprio tient la seconde place avec cinq apparitions, alors que Marion Cotillard, Daniel Radcliffe, Robert Downey Jr. et Daniel Craig le suivent de près avec quatre couvertures.

- Dans les « films du mois », seuls huit ont obtenu la note maximale de 5 étoiles : L'Étrange Histoire de Benjamin Button, Public Enemies, Un prophète, Des hommes et des dieux, De rouille et d'os, La Vie d'Adèle, Deux jours, une nuit et Le Fils de Saul.

- Avatar, Inception et Skyfall ont tous les trois également obtenu cinq étoiles mais, faute de temps[pas clair], ils ne sont pas considérés comme « films du mois ». Gravity a également obtenu cinq étoiles, mais n'a pas été reconnu « film du mois », car ce numéro comportait deux films cotés 5 étoiles.

- Jacques Audiard, Spike Jonze, Hirokazu Kore-eda, les frères Dardenne, Jérôme Bonnell et Xavier Dolan sont les seuls réalisateurs à avoir vu deux de leurs films être promus films du mois, respectivement pour Un prophète et De rouille et d'os, Max et les Maximonstres et Her, I Wish et Tel père, tel fils, Le Gamin au vélo et Deux jours, une nuit, Le Temps de l'aventure et À trois on y va, Tom à la ferme et Mommy.

## Hors-séries
1. avril 2009 : Twilight. En couverture, Robert Pattinson en Edward Cullen et Kristen Stewart en Bella Swan.
2. juin 2009 : le cinéma d'animation, accompagné de huit posters. En couverture, Là-haut de Pete Docter et Bob Peterson.
3. septembre 2009 : les légendes du cinéma, à travers 20 portraits d'icônes mythiques du 7e art, de Marilyn Monroe à Fred Astaire. En couverture, Marilyn Monroe.
4. décembre 2009 : bilan de l'année 2009, ainsi que des previews sur les films de 2010, avec 3 posters inclus. En couverture, Alice au pays des merveilles de Tim Burton.
5. 31 décembre 2009 : Spécial Disney. En couverture, Prince of Persia : Les Sables du Temps de Mike Newell et La Princesse et la Grenouille de Ron Clements et John Musker.
6. mars 2010 : bilan de la décennie cinéma écoulée 2000-2009 avec un top 100 des lecteurs. En couverture, Moulin Rouge de Baz Luhrmann.
7. avril 2010 : Avatar de James Cameron (à l'occasion de sa sortie en DVD, avec 2 posters du film). En couverture, Zoe Saldana en Na'vi.
8. juin 2010 : les légendes du cinéma, de James Dean à Meryl Streep. En couverture, James Dean.
9. août 2010 : Twilight. En couverture, Robert Pattinson en Edward Cullen.
10. septembre 2010 : composé de posters de films variés qui doivent sortir fin 2010 et début 2011, tels que Rango, La Nuit des enfants rois, Resident Evil: Afterlife, Les Petits Mouchoirs ou encore Largo Winch 2. En couverture, Harry Potter et les Reliques de la Mort de David Yates.
11. décembre 2010 : bilan de l'année 2010, ainsi que des previews sur les films de 2011, avec 4 posters inclus. En couverture, Tron : L'Héritage de Joseph Kosinski.
12. février 2011 : les légendes du cinéma, du couple Delon-Schneider à Gary Cooper. En couverture, Alain Delon et Romy Schneider.
13. mars 2011 : Elizabeth Taylor, à la suite de sa mort le 23 mars 2011. En couverture, Elizabeth Taylor.
14. juillet 2011 : la saga Harry Potter. En couverture, Daniel Radcliffe en Harry Potter.
15. septembre 2011 : 20 leçons de cinéma, dispensées par des réalisateurs tels que Woody Allen, Joel et Ethan Coen, Peter Jackson, Tim Burton, Claude Chabrol, Volker Schlöndorff ou encore Jean-Pierre Jeunet. En couverture, Woody Allen.
16. novembre 2011 : l'exposition Romy Schneider à l'espace Landowski de Boulogne-Billancourt. En couverture, Romy Schneider.
17. décembre 2011 : bilan de l'année 2011, ainsi que des previews sur les films de 2012. En couverture, Ryan Gosling.
18. février 2012 : la saga Star Wars. En couverture, Dark Vador.
19. avril 2012 : les super-héros au cinéma. En couverture, Avengers de Joss Whedon.
20. août 2012 : les 100 films à voir avant la fin du monde. En couverture, Titanic, Autant en emporte le vent, Pulp Fiction, L'Exorciste, Le Parrain, French Connection, Gladiator, etc.
21. octobre 2012 : les 50 ans de la saga James Bond. En couverture, Sean Connery, George Lazenby, Roger Moore, Daniel Craig, Pierce Brosnan, Timothy Dalton, tous en James Bond.
22. décembre 2012 : bilan de l'année 2012, ainsi que des previews sur les films de 2013. En couverture, Henry Cavill en Superman.
23. mai 2013 : les films adaptés des Marvel Comics. En couverture, Robert Downey Jr. en Iron Man.
24. juillet 2013 : l'érotisme au cinéma. En couverture, Spring Breakers de Harmony Korine.
25. octobre 2013 : les sagas Le Seigneur des anneaux et Le Hobbit de Peter Jackson. En couverture, Elijah Wood en Frodon Sacquet.
26. décembre 2013 : bilan de l'année 2013, ainsi que des previews sur les films de 2014. En couverture, Patrick Stewart et James McAvoy en professeur Xavier, Ian McKellen, et Michael Fassbender en Magnéto, et Hugh Jackman en Wolverine.
27. mars 2014 : les séries télévisées. En couverture, Kit Harington en Jon Snow.
28. décembre 2014 : bilan de l'année 2014, ainsi que des previews sur les films de 2015. En couverture, Scarlett Johansson en Black Widow.